# Juliana Rodrigues de Oliveira
Juliana Rodrigues de Oliveira (Rio Branco, 30 de março de 1959), mais conhecid como Doutora Juliana, é uma médica e política brasileira filiada ao PSD. Nas eleições de 2018 foi eleita com 5.990 votos (1,41% dos válidos).
Em 11 de dezembro de 2018, a deputada junto com outro deputado, Pastor Manuel Marcos, foram presos pela Polícia Federal durante a "Operação Santinhos", acusados de desviar 1,5 milhão do fundo eleitoral. Em 19 dezembro ambos conseguiram um Habeas corpus e foram libertados.